# The Arrival (film 1991)
The Arrival è un film horror fantascientifico del 1991 diretto da David Schmoeller.

## Trama
Un meteorite precipita nel cortile di casa del vecchio Max Page colpendolo con misteriosi raggi. Ora qualcosa in lui è cambiato. Max comincia a ringiovanire rapidamente e a provare un'inestinguibile sete di sangue, cui è incapace di opporsi.
L'agente di polizia Mills si mette sulle tracce dell'assassino.